# Aromobates ericksonae
Espèce
Aromobates ericksonae est une espèce d'amphibiens de la famille des Aromobatidae.

## Répartition
Cette espèce est endémique du Venezuela. Elle se rencontre dans la cordillère de Mérida.

## Étymologie
Cette espèce est nommée en l'honneur de Ronna Erickson.

## Publication originale
- Barrio-Amorós, & Santos, 2012 : A phylogeny for Aromobates (Anura: Dendrobatidae) with description of three new species from the Andes of Venezuela, taxonomic comments on Aromobates saltuensis, A. inflexus, and notes on the conservation status of the genus. Zootaxa, no 3422, p. 1-31.